# زندگی (ترانه نوآ)
«زندگی» (به فرانسوی: Vivre) ترانه‌ای است از نوآ که سال ۱۹۹۷ در موزیکال نوتردام پاریس خوانده شد. این ترانه به زبان انگلیسی نیز با نام «زندگی برای آن‌کس که دوستش دارم» (Live (for the One I Love)) توسط هنرمند اهل کانادا سلین دیون اجرا و در ۱۴ فوریه ۲۰۰۰ منتشر شد.